# シーマスターX
シーマスターXは、1999年に山佐が開発・販売したパチスロ機である。

## 概要
パチスロのリールといえば、今までは3本しかないのが常識だったが、本機は4本。本機が、業界初の4thリール搭載マシンである。そして以降、同社の4thリールはテトラリールと呼ばれるようになる。
本機はテトラリールにより小役告知（一部小役告知にならない絵柄もあり）を行い、ハズレるともちろんボーナス確定で、時には派手なリールアクションの果てに、衝撃の停止音とともにボーナス、ビッグボーナス確定を告知する。
ビッグボーナス中は、リプレイ上段受けのリプレイはずしだけはビタ押しが必要だが、それ以外は比較的簡単で初心者もプレイできるゲーム性になっている。
4thリールの登場でパチスロ界は演出を意識するようになり、演出効果の進化が一気にスピードアップした。以降、他社においても4thリールマシンが多数輩出され、後に5thリールなども登場し、液晶が登場した後においても演出効果の一角を担ったぐらいである。
ちなみにジャックゲーム中は、チェリー付きBARの下の蜜柑を狙うとジャックゲームにもかかわらず取りこぼしが発生するので、注意が必要である。